# دييغو غوميز (لاعب كرة قدم إسباني)
دييغو غوميز (بالإسبانية: Diego José Gómez Heredia)‏ هو لاعب كرة قدم إسباني، ولد في 12 فبراير 1990 في سلامنكا في إسبانيا. لعب مع نادي غرامينيت.

## وصلات خارجية
- دييغو غوميز على موقع قاعدة بيانات كرة القدم.إي يو (الإنجليزية)
- دييغو غوميز على موقع Soccerway.com (الإنجليزية)